# 協態方程
協態方程（costate equation）和最优控制中用到的狀態方程有關，也稱為輔助方程、伴隨方程、影響方程或是乘數方程。協態方程是向量一階常微分方程
{\displaystyle {\dot {\lambda }}^{\mathsf {T}}(t)=-{\frac {\partial H}{\partial x}}}
其中等式的右邊為哈密頓量（{\displaystyle H}）對狀態變數偏导数的負值。

## 解釋
協態變數{\displaystyle \lambda (t)}可以解釋為狀態方程相關的拉格朗日乘数。狀態方程表示最小化問題中的限制條件，協態變數則是違反這些條件的边际成本，在經濟學中協態變數即為影子价格。

## 求解
狀態方程和初始條件有關，會從起始時間開始，往後求解。協態方程和邊界條件有關，需從最終時間開始，往前求解。進一步的細節可參考庞特里亚金最小化原理。